# Kerkhof van Steenkerke (West-Vlaanderen)
Het Kerkhof van Steenkerke is een gemeentelijke begraafplaats in het Belgische dorp Steenkerke, een deelgemeente van Veurne. Het kerkhof ligt aan de Steenkerkestraat rond de Sint-Laurentiuskerk. 
Zo'n 100 m achter de kerk ligt de Belgische militaire begraafplaats van Steenkerke met meer dan 500 Belgische en 30 Britse gesneuvelden uit de Eerste Wereldoorlog.

## Brits oorlogsgraven
Aan de noordzijde van de kerk liggen de graven van Robert Wilson en Arthur Vincent Fitzgerald. Zij waren de bemanning van een Britse Lysander II die werd neergeschoten op 1 juni 1940. Hun graven worden door de Commonwealth War Graves Commission onderhouden en zijn daar geregistreerd onder Steenkerke Churchyard.